# Listnata vzmet
Lístnata ali lístasta vzmèt je preprosta oblika vzmeti, ki se po navadi uporablja za obeso pri vozilih s kolesi. Je tudi ena najstarejših oblik vzmetenja, katere uporaba sega v srednji vek, predvsem na kočijah.
Oblika listnate vzmeti je vitka in je podobna loku s pravokotnim presekom. Središče loka zagotavlja lego osi, spojni izvrtini na vsakem koncu pa služita za pritrditev na telo vozila. Za vsako težko vozilo je lahko listnata vzmet narejena iz več listov, razvrščenih drug na drugega v več slojev, večinoma z vedno krajšimi dolžinami. Listnate vzmeti služijo za namestitev in do neke mere za blaženje kot tudi vzmetenje.